# Johann Hirnsperger
Johann Hirnsperger (* 29. Oktober 1951 in Elsbethen) ist ein österreichischer römisch-katholischer Theologe mit dem Schwerpunkt Kirchenrecht.

## Leben
Johann Hirnsperger maturierte 1971 am Erzbischöflichen Privatgymnasium Borromäum in Salzburg. Anschließend trat er in das Salzburger Priesterseminar ein. Von 1971 bis 1976 studierte er katholische Theologie an den Universitäten in Salzburg und Innsbruck. Die Priesterweihe empfing er am 29. Juni 1976. Das theologische Doktoratsstudium schloss er mit der Promotion an der Paris-Lodron Universität Salzburg 1978 erfolgreich ab.
Von 1978 bis 1981 wirkte er als Kooperator in Bad Hofgastein, ab 1981 als Sekretär von Erzbischof Karl Berg. Mit der Übernahme der Assistentenstelle bei Johann Paarhammer am Lehrstuhl für Kirchenrecht der Katholisch-Theologischen Fakultät der Universität Salzburg begann 1983 seine universitäre Laufbahn. Das Habilitationsprojekt galt der Erforschung und Dokumentation der Statuten und der internen Verfassung des adeligen Salzburger Domkapitels vom 16. bis ins frühe 19. Jahrhundert. Mit dem erfolgreichen Abschluss des Habilitationsverfahrens 1993 an der Universität Salzburg erwarb er die akademische Lehrbefugnis für das Fach Kirchenrecht. Seit 1995 war er als Nachfolger von Hugo Schwendenwein Professor für Kanonisches Recht an der Katholisch-Theologischen Fakultät der Karl-Franzens-Universität Graz. Dort wurde er 2020 emeritiert, danach übernahm Sabine Konrad diese Professur.
Was die Lehre betrifft, ist mit der Professur die Aufgabe verbunden, die angehenden Priester und alle anderen, die im schulischen Religionsunterricht und in der Seelsorge tätig sein werden, in die Rechts- und Lebensordnung der katholischen Kirche einzuführen. Zu besprechen sind zentrale Themen aus dem Verfassungsrecht der katholischen Kirche, das Recht der Sakramente, wobei das Eherecht in Form einer Spezialvorlesung vermittelt wird, sowie das Recht der Verkündigung. Ausgewählte Kapitel aus den Allgemeinen Normen, dem Vermögensrecht der Kirche sowie dem Prozess- und Strafrecht kommen hinzu.
Forschungsschwerpunkte betreffen das Verfassungsrecht der katholischen Kirche, besonders die Reform der Verfassung der Dom- und Stiftskapitel nach dem Inkrafttreten des CIC/1983 sowie die Neuordnung des diözesanen Rätewesens unter besonderer Berücksichtigung der rechtlichen Strukturen. Im Bereich des Staatskirchenrechts konzentriert sich die Forschung auf das Recht der Religionsgemeinschaften, die nach dem österreichischen Bundesgesetz über die Rechtspersönlichkeit von religiösen Bekenntnisgemeinschaften vom 9. Januar 1998 staatlich eingetragen wurden und die Rechtspersönlichkeit erworben haben. Im Zusammenhang damit gründete Hirnsperger die Buchreihe "Wege zum Heil? Religiöse Bekenntnisgemeinschaften in Österreich". Die Reihe versteht sich als Plattform, die den in Österreich staatlich eingetragenen religiösen Bekenntnisgemeinschaften die Möglichkeit bietet, sich selbst darzustellen und ihre Statuten bzw. Verfassungen in gedruckter Form der Öffentlichkeit zu präsentieren. Sie will aber auch ein Forum der Begegnung und des Austausches zwischen den in Österreich vertretenen Religionsgemeinschaften sein. Diese werden eingeladen, Beiträge zu den von ihnen selbst gewählten Themen zu erstellen und sie in den jeweiligen Bänden zu veröffentlichen. In der Reihe sind bis 2025 sieben Bände erschienen.
Von 1980 bis zur Übersiedlung nach Graz 1995 war Hirnsperger Mitarbeiter am Erzbischöflichen Metropolitan- und Diözesangericht Salzburg, wo er die Ämter von Prosynodalrichter, Vizeoffizial, Diözesanrichter und Ehebandverteidiger ausübte.
Er ist Mitglied u. a. in der Österreichischen Gesellschaft für Kirchenrecht, der Deutschen Gesellschaft für Kirchenrecht und in der Consociatio Internationalis Studio Iuris Canonici Promovendo.
Die Habilitationsschrift "Die Statuten des Salzburger Domkapitels (1514-1806)" wurde am 20. Dezember 1995 mit dem 1. Preis des Erzbischof-Rohracher-Studienfonds ausgezeichnet.

## Schriften (Auswahl)
- Johann Hirnsperger, Zur Christologie in Hans Küngs Christ sein. Methodische Voraussetzung und inhaltliche Entwicklung. Salzburg 1977, OCLC 78919863 (zugleich Dissertation, Salzburg 1977).
- Johann Hirnsperger, Statuten der österreichischen Domkapitel (= Subsidia ad ius canonicum vigens applicandum. Band 3). Abtei-Verlag, Metten 1992, ISBN 3-9801820-6-1.
- Johann Hirnsperger, Herbert Kalb, Richard Potz (Hg.): Hugo Schwendenwein zum 70. Geburtstag (= Österreichisches Archiv für Kirchenrecht.  44. Jahrgang 1995-97).
- Johann Hirnsperger, Die Statuten des Salzburger Domkapitels (1514 bis 1806). Eine rechtshistorische Untersuchung zur inneren Verfassung des weltgeistlichen adeligen Salzburger Domkapitels. Austria-Medien-Service, Graz 1998, ISBN 3-85333-030-4 (zugleich Habilitationsschrift, Salzburg 1993).
- Johann Hirnsperger, Christian Wessely, Alexander Bernhard (Hg.): Wege zum Heil? Religiöse Bekenntnisgemeinschaften in Österreich: Selbstdarstellung und theologische Reflexion (= Theologie im kulturellen Dialog. Band 7). Styria, Graz/Wien/Köln 2001, ISBN 3-222-12867-7.
- Johann Hirnsperger, Christian Wessely (Hg.): Wege zum Heil? Religiöse Bekenntnisgemeinschaften in Österreich: Verfassungen und Statuten (= Theologie im kulturellen Dialog. Band 7a). Styria, Graz/Wien/Köln 2002, ISBN 3-222-13117-1.
- Johann Hirnsperger, Christian Wessely (Hg.): Wege zum Heil? Religiöse Bekenntnisgemeinschaften in Österreich: Pfingstkirche Gemeinde Gottes und Mennonitische Freikirche. Ökumenische und interreligiöse Perspektiven (= Theologie im kulturellen Dialog. Band 7b). Tyrolia, Innsbruck/Wien 2005, ISBN 3-7022-2723-7.
- Johann Hirnsperger, Stephan Haering (Hg.): Statuten der österreichischen Kathedral- und Kollegiatkapitel (= Subsidia ad ius canonicum vigens applicandum. Band 8). Abtei-Verlag, Metten 2007, ISBN 3-930725-04-5.
- Johann Hirnsperger, Ausgewählte Beiträge zum kanonischen Recht. Abtei-Verlag, Metten 2011, ISBN 978-3-930725-07-6.
- Stephan Haering, Johann Hirnsperger, Gerlinde Katzinger, Wilhelm Rees (Hg.): In mandatis meditari. Festschrift für Hans Paarhammer zum 65. Geburtstag (= Kanonistische Studien und Texte. Band 58). Duncker & Humblot, Berlin 2012, ISBN 978-3-428-13745-9.
- Johann Hirnsperger, Christian Wessely (Hg.): Wege zum Heil? Religiöse Bekenntnisgemeinschaften in Österreich: Elaia Christengemeinden (ECG) und Islamische Alevitische Glaubensgemeinschaft in Österreich (IAGÖ). Mit Beiträgen aus anderen Religionsgemeinschaften (= Theologie im kulturellen Dialog. Band 7c). Tyrolia, Innsbruck/Wien 2014, ISBN 3-7022-3362-8.
- Johann Hirnsperger, Christian Wessely (Hg.): Wege zum Heil? Religiöse Bekenntnisgemeinschaften in Österreich: Alt-Alevitische Glaubensgemeinschaft in Österreich (AAGÖ) und Islamische-Schiitische Glaubensgemeinschaft in Österreich (Schia). Mit Beiträgen aus anderen Religionsgemeinschaften (= Theologie im kulturellen Dialog. Band 7d). Tyrolia, Innsbruck/Wien 2018, ISBN 978-3-7022-3655-7.
- Johann Hirnsperger, Christian Wessely (Hg.): Wege zum Heil? Religiöse Bekenntnisgemeinschaften in Österreich: Vereinigte Pfingstkirche Österreichs (VPKÖ), Vereinigungskirche in Österreich (VKÖ) und Sikh Glaubensgemeinschaft Österreich (SGÖ) (= Theologie im kulturellen Dialog. Band 7e). Tyrolia, Innsbruck/Wien 2022, ISBN 978-3-7022-4089-9.
- Johann Hirnsperger, Christian Wessely (Hg.): Wege zum Heil? Religiöse Bekenntnisgemeinschaften in Österreich: Frei-Alevitische Glaubensgemeinschaft in Österreich (FAGÖ) (= Theologie im kulturellen Dialog. Band 7f). Tyrolia, Innsbruck/Wien 2025, ISBN 978-3-7022-4251-0.